# José Vázquez Fouz
José Vázquez Fouz (Lugo, 19 de desembre de 1944) és un polític gallec. Obtingué el títol de perit agrònom i treballà com a funcionari del Ministeri d'Agricultura. Alhora, milità en el PSdeG-PSOE, amb el que fou elegit diputat per la província de Pontevedra a les eleccions generals espanyoles de 1979 i 1982. Durant el seu mandat fou membre de la Comissió d'Agricultura del Congrés dels Diputats i de la Comissió Mixta de Transferències Govern-Xunta de Galícia. Formà part de l'equip redactor de l'Estatut d'Autonomia de Galícia i es vinculà a la maçoneria.
Posteriorment fou elegit diputat a les eleccions al Parlament Europeu de 1987 i 1989. De 1987 a 1989 fou vicepresident de la Delegació per a les relacions amb els països membres de l'ASEAN i la República de Corea i el 1992-1994 de la Comissió d'Agricultura, Pesca i Desenvolupament Rural.
Alhora va participar en les negociacions per alliberar un grup de pescadors gallecs segrestats per pirates a Dakhla el 1979; també va intervenir com a mitjancer quan el Front Polisario va segrestar el pesquer Gargomar l'octubre de 1980. Darrerament també ha intervingut com a mitjancer del govern espanyol en el segrest de l'Alakrana per pirates somalins l'octubre de 2009.